# Дејвид Андерли
Дејвид Андерли (9. јул 1937 — 1. септембар 2014) био је амерички музички продуцент.
Завршио је средњу школу Ферфакс у Лос Анђелесу, а у његовој генерацији су били Херб Алперт, Џери Мос и продуцент Шел Толми. 
Био је менаџер Френку Запи, Ван Дајк Парксу, Бич бојсима, Дорсима, групи Лав, Рити Кулиџ, Крису Кристоферсону, Крису де Бергу ... У позној животној доби посветио се портретном сликарству. 
Умро је 1. септембра 2014. године од рака у доби од 77 година.